# سلالة سيونا (يادافا)
سيونا أو سيفونا أو ملوك جافلي أو يادافاس ديفاجيري (حوالي 1187-1317) هي سلالة هندية حكمت في ذروة قوتها مملكة تمتد من نهر نارمادا في الشمال إلى نهر تونغابهادرا في الجنوب، في الجزء الغربي من منطقة ديكان. شملت أراضيها ولاية ماهاراشترا الحالية، شمال كارناتاكا وأجزاء من ماديا براديش، من عاصمتها ديفاجيري (دولتاباد الحالية في منطقة أورانجاباد الحديثة، ماهاراشترا).
حكمت سلالة يادافا في البداية بصفتها إقطاعية في غرب تشالوكياس. حوالي منتصف القرن الثاني عشر، مع تضاؤل قوة تشالوكيا، أعلن ملك يادافا بيلاما الخامس الاستقلال. وصلت مملكة يادافا إلى ذروتها في عهد سمهانا الثاني، وازدهرت حتى أوائل القرن الرابع عشر، عندما ضمتها سلطنة دلهي.

## التسمية
زعمت سلالة سيونا أنها تنحدر من اليادافا، وبالتالي، غالبًا ما يُشار إلى ملوكها باسم «يادافاس ديفاجيري». ومع ذلك، فإن الاسم الصحيح للسلالة هو سيونا أو سيفونا. تسمي نقوش هذه السلالة، وكذلك الممالك المعاصرة، سلالة هويسالا وسلالة كاكاتيا وتشالوكياس الغربية بالسونيين. من المحتمل أن الاسم مشتق من اسم حاكمهم الثاني، سوناشاندرا.
وفقًا للتقاليد المحلية، أنشِئت بلدة سينار من قبل كبير جافالي (يادافا) راف سينجوني. بنى ابنه راف جوفيندا المعبد العظيم لغونديشاورا أو غوفيندشاورا بتكلفة 2 لاخ روبية (مئتي ألف روبية). تقليديًا، يطلق على يادافا سيونا «ملوك جافلي». نقل بيلاما الخامس (1185-1193) عاصمتهم من سينار، بالقرب من ناشيك، إلى ديفاغيري. كما سلالة هويسالا يادافا، كانت سلالة سيونا يادافا في الأصل مزارعين رعويين أو رعاة ماشية. غالبًا ما افتخر اليادافا بأصولهم الرعوية.
أعاد جون فيثفول فليت اسم سيفونا (أو سيونا) إلى الاستخدام في كتابه سلالات مقاطعات كاناريسي في رئاسة بومباي من أقدم العصور التاريخية حتى غزو مسلمان عام 1318 م.

## الأصل
يمكن تأريخ أقدم حاكم تاريخي لسلالة سيونا/يادافا إلى منتصف القرن التاسع، لكن أصل السلالة غير مؤكد. لا يُعرف الكثير عن تاريخهم المبكر؛ يسجل شاعر البلاط هيمادري في القرن الثالث عشر أسماء الحكام الأوائل للعائلة، لكن معلوماته عن حكام ما قبل القرن الثاني عشر غالبًا ما كانت غير كاملة وغير دقيقة.
زعمت السلالة النسب من يادو، وهو بطل مذكور في الأساطير الميثيولوجية بورانيك. وفقًا لهذه الرواية، الموجودة في كتاب فارتاخاندا ليهمادري بالإضافة إلى العديد من النقوش، أقام أسلاف السلالة في الأصل في ماثورا، ثم هاجروا إلى دفارتا (دفارفاتا) في ولاية غوجارات الحالية. تقول أسطورة جاين أن القديس جاين غينابراباسوري أنقذ الأم الحامل لمؤسس السلالة دريدهابراهارا من حريق عظيم دمر دفاراكا. هاجرت عائلة إقطاعية إلى يادافاس من فالابهي (أيضًا في ولاية غوجارات الحالية) إلى خانديش. لكن بخلاف ذلك، لا يوجد دليل تاريخي يدعم علاقة السلالة بدفاراكا. لم تحاول السلالة أبدًا احتلال دفاراكا، أو إقامة أي روابط سياسية أو ثقافية مع تلك المنطقة. بدأ حكامها في الادعاء بأنهم من نسل يادو ومهاجرين من دفاراكا بعد أن أصبحوا بارزين سياسياً. كانت دفاركا مرتبطة بأحفاد يادو، وقد يكون ادعاء السلالة بالارتباط بتلك المدينة ببساطة نتيجةً لمطالبتهم بالنسب من يادو بدلاً من أصلهم الجغرافي الفعلي. وبالمثل ادعت سلالة هويسالا، الجيران الجنوبيون للسلالة، أنهم ينحدرون من يادو وادعوا أنهم اللوردات السابقون لدفاراكا.
كانت أراضي حكام يادافا الأوائل تقع في ولاية ماهاراشترا الحالية، وقد ادعى العديد من العلماء (خاصة مؤرخو ماهاراشترا) أن أصل السلالة هو الماراثا. ومع ذلك، بدأت اللغة الماراثية، لغة ماهاراشترا الحالية، تظهر كلغة سائدة في نقوش الأسرة الحاكمة فقط في القرن الرابع عشر، حيث كانت الكانادا والسنسكريتية اللغة الأساسية لنقوشهم. تظهر اللغة الماراثية في حوالي مائتي نقش من نقوش يادافا، ولكن عادةً ما تكون بمثابة ترجمة أو إضافة إلى نص الكانادا والسنسكريتية. خلال نصف القرن الأخير من حكم الأسرة الحاكمة، أصبحت الماراثية اللغة السائدة للنقوش، والتي ربما كانت نتيجة لمحاولات يادافا للتواصل مع رعاياهم الناطقين باللغة الماراثية، وتمييز أنفسهم عن لغة سلالة هويسالا الناطقين بلغة الكانادا. يظهر أقرب مثيل لليادافا باستخدام مصطلح ماراثي كتسمية ذاتية في نقش عام 1311 يسجل تبرعًا لمعبد باندذاربور، في نهاية حكم السلالة.
تشير الأدلة الكتابية إلى أن السلالة ظهرت على الأرجح من خلفية تتحدث لغة الكانادا. اكتُشف حوالي خمسمائة نقش يادافا، وتُعد الكانادا اللغة الأكثر شيوعًا لهذه النقوش، تليها اللغة السنسكريتية. من بين النقوش الموجودة في كارناتاكا الحالية (أقدمها من عهد بيلاما الثاني)، معظمها بلغة الكانادا والنقوش؛ البعض الآخر بلغة الكانادا لكنهم استخدموا نص الديفاناغاري. تشهد النقوش القديمة من ولاية كارناتاكا أيضًا على وجود خلافات يادافا (مثل السيونيون من ماسافادي) التي حكمت منطقة دهارواد في القرن التاسع، على الرغم من أن هذه الخلافات لا يمكن ربطها بالخط الرئيسي للسلالة الحاكمة على وجه التأكيد. كان لدى العديد من حكام الأسرة أسماء وألقاب كانادا مثل دهاديابا وبيلاما وراجوغي وفادوغي وفاسوغي وكاليا بالالا. كان لبعض الملوك أسماء مثل سيمهانا (أو سينغهانا) ومالوغي، والتي استخدمتها أيضًا سلالة كالاشوري في كالياني، الذين حكموا في ولاية كارانتاكا الحالية. تظهر السجلات أن أحد الحكام الأوائل، سيونشاندرا الثاني، كان يحمل لقب الكانادي، سيلافيديغا. كان للحكام علاقات زوجية وثيقة جدًا مع العائلات الملكية الناطقة باللغة الكانادية طوال فترة حكمهم. كان بيلاما الثاني متزوجًا من لاشيشيافي، التي كان من سلالة راشتراكوتا في ولاية كارناتاكا. كان فاديغا متزوجًا من فاديافي، ابنة راشتراكوتا زعيم دهورابا. كانت زوجات فيسوغي وبيلاما الثالث أميرات تشالوكيا. نُقش على العملات المعدنية السيونية في وقت مبكر أيضًا أساطير الكانادا ما يشير إلى أنها كانت لغة محكمة. ربما هاجر أتباع سلالة اليادافا في وقت مبكر شمالًا بسبب الوضع السياسي في منطقة ديكان، أو ربما أرسِلوا من قبل زعماء راشتراكوتا لحكم المناطق الشمالية.